# Драгољуб Ћирић
Драгољуб Ћирић (Нови Сад, 12. новембар 1935 — Београд, 17. август 2014) био је српски шаховски велемајстор.

## Шаховска каријера
Драгољуб Ћирић је рођен у Новом Саду, али је детињство и рану младост провео на Цетињу и у Чачку. Шах је научио од оца Миладина и већ је као десетогодишњи дечак играо за сениорску екипу чачанског шаховског клуба. Учитељ шаха му је био Љубинко Мајсторовић. Омладински првак Југославије је постао 1954. и те године долази у Београд на студије и ту остаје да живи.
На Олимпијади у Хавани 1966. је направио стопостотан учинак. Освојио је сребрну медаљу на Олимпијади у Лугану 1968. Освајач је две сребрне медаље са екипних првенстава Европе у Оберхаузену 1961. и Хамбургу 1965.Побеђивао је шаховске великане као што су Таљ и Керес. Био је познат као одличан теоретичар и коментатор шаховских партија и сарадник шаховских рубрика.
Ћирић је звање међународног мајстора шаха стекао 1961. а велемајстора 1965. године.

### Запажени тимски резултати
Ћирић је играо за Југославију на Олимпијади 1966. и 1968. Његови резултати су били следећи:
- 17. Шаховска олимпијада 1966. Хавана – Ћирић је постигао савршених 8 од 8 партија играјући као друга резерва, а Југославија је завршила на 4. месту.[3]
- 18. шаховска олимпијада 1968. Лугано – Ћирић је постигао 5 од 7 партија, а Југославија је завршила на другом месту са сребрном медаљом.[4]

Ћирић је два пута играо и на Европском екипном првенству у шаху, 1961. и 1965. Његови резултати су били следећи:
- 2. Европско екипно првенство 1961. Оберхаузен – Ћирић је постигао 6½ од 9 партија на седмој табли, што му је донело појединачну златну медаљу. Југославија је екипно завршила на 2. месту (иза СССР-а) освојивши сребрну медаљу.[5]
- 3. Европско екипно првенство 1965. Хамбург – Ћирић је постигао 4 од 8 партија на деветој табли, уз освојену појединачну сребрну медаљу. Југославија је поново завршила на 2. месту иза СССР-а за екипно сребро.[6]

### Запажени појединачни резултати
- Чигорин меморијал 1965: 3. место (победници су били Волфганг Унцикер и Борис Спаски )
- Сарајево 1966: 1.место поделио са Михаилом Таљем[7]
- Вајк ан Зе1967: 3. место (победио Спаски)
- Сарајево 1968: 1.место поделио са Анатолијем Леином[8]